# أحلام صغيرة (فلم)
أحلام صغيرة  فيلم دراما وحرب، قصة وسيناريو وحوار وإخراج خالد الحجر في تجربة الأولى لفيلم درامي طويل عام 1993 (اصدر المخرج عام 1989 فيلم قصير مدته 10 دقائق تحت عنوان «أنت عمري»). الفيلم من بطولة ميرفت أمين، صلاح السعدني، رجاء حسين، سيف عبد الرحمن، تامر أشرف، ماهر سليم، حسن العدل  وتدور الأحداث حول الصبي غريب الذي نشأ وحيداً لوالدين يموت كل مواليدهم وذلك خلال فترة العدوان الثلاثي على مصر في خمسينيات القرن العشرين. ثم يموت الأب ويضطر غريب وأمه أن يعملا، ثم يبدأ غريب دخول عالم الكفاح الوطني والمقاومة الشعبية.
 فاز بجائزة مدينة أميان الفرنسية 1993.
صدر الفيلم إلى دور العرض المصرية في 24 مارس 1993. وهو من ضمن أفلام عيد الفطر لسنة 1413 هـ.
مهرجان فانتاسبورتو السينمائي - البرتغال في فبراير 1994.
مهرجان جوتنبرج السينمائي - السويد في  11 فبراير 1994.
مهرجان نيويورك للمخرجين الجدد والأفلام الجديدة - الولايات المتحدة في 30 مارس 1994.
منح موقع قاعدة بيانات الأفلام على الإنترنت (IMDB) الفيلم درجة 6.4/ 10.
منح موقع قاعدة بيانات الأفلام العربية «السينما.كوم» الفيلم درجة 7.2/ 10.

## طاقم التمثيل
ميرفت أمين: في دور هدى
صلاح السعدني: في دور محمود (بشركة البترول بالسويس)
سيف عبد الرحمن: في دور صلاح (صاحب البيت والمطبعة)
رجاء حسين: في دور سماح
تامر أشرف: في دور غريب سيد سليمان
ماهر سليم: في دور فتحي
حسن العدل: في دور حسن
ليلى فارس: في دور أم أحمد
طارق كامل: في دور سيد سليمان (زوج هدى)
إبراهيم علي حسن: في دور خليل
إيفيت: في دور إنجي
سيد رجب: في دور الدرويش
عزيز سليم: في دور الحاج مختار 

## أحداث الفيلم
يتزوج سيد سليمان (طارق كامل)، العامل بشركة البترول بالسويس، في عام 1951 من هدى (ميرفت أمين) التي كانت تفقد المولود عند ولادته دون سبب واضح، ويقترح عليها الدرويش (سيد رجب) إذا أنجبت بنتًا أو ولدًا، أسمته غريب حتى يحفظه سيدي الغريب، وبالفعل في عام 1954، تنجب ولدًا وتسميه غريب. وفي عام 1956، يتطوع سيد في المقاومة الشعبية لرد العدوان الثلاثي في بور سعيد ويستشهد، وتعمل هدى خياطة حتى تستطيع رعاية غريب، وعندما يبلغ ثمان سنوات تخرجه من المدرسة، ويلتحق بالعمل في مطبعة عم صلاح (سيف عبد الرحمن) صاحب البيت، والذي كان يعامل غريب بقسوة شديدة بدعوى تعليمه الصنعة. في عام 1967 يشاهد غريب (تامر أشرف) عميلاً يراه لأول مرة في المطبعة، ولكنه يشعر أنه قد رآه كثيراً من قبل، ويطلب العميل طباعة بعض المنشورات السياسية، يتذكر غريب أنه شاهد الرجل في صورة له مع والده أثناء المقاومة في بورسعيد. يسأل غريب والدته هدى عن العميل، فتخبره أنه محمود (صلاح السعدني) زميل والده. يحمل غريب المنشورات إلى بيت محمود حيث يلتقي مع أفراد المقاومة الجدد ويتعرف عليهم وهم يعدون للحرب التي أصبحت على الأبواب مع العدو الاسرائيلى. يرغب صلاح في الزواج من هدى، وهي ترفض من أجل غريب، ويلح عليها في الطلب كثيراً. يرفض صلاح طبع المشورات لمحمود إلا بعد تسديد ثمنها، ويسارع غريب بطبعها دون علم صلاح الذي يعاقبه بالضرب ويطالب أمه بتسديد الإيجار المتأخر، وعندما تعاتبه هدى يبثها حبه فترضخ له وتحمل منه سفاحًا، بينما يرى غريب ويسمع ما يحدث بين أمه وصلاح. يحتفظ غريب بصورة لجمال عبد الناصر مع ولده عبد الحكيم، ويتخيل غريب أن جمال عبد الناصر هو والده وأمله في الحياة وأحبه كما يحبه كل أهل السويس. يعلن عبد الناصر غلق خليج العقبة في وجه السفن الإسرائيلية، ويرحب أهل السويس بالقرار، ويبدأوا في الإستعداد للحرب بالمظاهرات المؤيدة وبناء السواتر ودهان مصابيح السيارات وزجاج النوافذ باللون الأزرق، كما يبدأ الحمل في الظهور على هدى. تبدأ الحرب ويقرر صلاح الهجرة إلى القاهرة ويتزوج من هدى بعد علمه بحملها، ويرفض غريب السفر إلى القاهرة، ويهرب من البيت ويلجأ إلى محمود الذي يضمه للمقاومة الشعبية. يقوم غريب بإخلاء الجرحى وتنبيه الأهالي للغارات وإطفاء الأنوار، ويزاد القصف على السويس وتحدث الهزيمة، ويعلن عبد الناصر مسؤوليته ويتنحى عن الحكم. تخرج المظاهرات تطالبه بالعودة، ويسقط غريب تحت عجلات إحدى سيارات المتظاهرين، ويموت ويدفن بجوار والده. تعود هدى وصلاح بعد هدوء الأوضاع وتنجب ابنًا تسميه غريب، وفي عام 1969 تحدث غارة على السويس، وتهبط قذيفة على منزلهم، بينما هدى وغريب خارج البيت، ويموت صلاح، وتهاجر هدى وابنها الصغير غريب إلى القاهرة.

## مخرج الفيلم
شعر خالد الحجر، كما جاء على الموقع الألماني «قنطرة»، بعد صدور الفيلم، بأن الآفاق قد أصبحت أكثر اتساعاً، فعلى سبيل المثال تم عرض فيلمه «أحلام صغيرة» - الذي تدور أحداثه على خلفية حرب الأيام الستة في عام 1967 - عدة مرات في التلفزيون حتى الآن، بعد أن كان سنوات طويلة ضحية الرقابة. وهو يتوقع أن تشهد السنوات القادمة مجموعة من الأفلام المستقلة ذات المضمون الاجتماعي الشيق.

## مشاركة في مهرجانات وجوائز
مهرجان أميان السينمائي الدولي - فرنسا Amiens International Film Festival:  فاز بجائزة مدينة أميان الفرنسية 1993.
فانتاسبورتو - المهرجان السينمائي - البرتغال Fantasporto Film Festival: شارك في فبراير 1994.
مهرجان نيويورك للمخرجين الجدد والأفلام الجديدة - الولايات المتحدة New York New Directors and New Films Festival: شارك في 30 مارس 1994.
مهرجان روتردام السينمائي الدولي - هولندا International Film Festival Rotterdam: شارك في 1993، تم اختيار الفيلم كواحدة من أفضل عشرة أفلام اختارها الجمهور بالمهرجان.
مهرجان جوتنبرج السينمائي - السويد Göteborg Film Festival: شارك في  11 فبراير 1994.
مهرجان برمنغهام الدولي للسينما والتليفزيون Birmingham International Film and Television Festival: حصل على جائزة سامويلسون سيتي فيلم، كأفضل فيلم 
كأس ذي سوثيرلاند "جتئزة بى إف اى The Sutherland Cup BFI Award: رشح لجائزة أفضل أول فيلم 
المهرجان القومي للسينما: جائزة أفضل موسيقى تصويرية
مهرجان بان أفريقيا السينمائي ببوركينا فاسو – فيسباكو Pan Africa Film Festival in Burkina Faso - FESPACO: جائزة أفضل سيناريو 

## وصلات خارجية
- أحلام صغيرة على موقع IMDb (الإنجليزية)
- أحلام صغيرة على موقع الدهليز
- أحلام صغيرة على موقع قاعدة بيانات الأفلام العربية
- أحلام صغيرة على موقع أول موفي (الإنجليزية)
- أحلام صغيرة على موقع ليتربوكسد (الإنجليزية)
- أحلام صغيرة على موقع كينوبويسك (الروسية)
- أحلام صغيرة على موقع الدهليز
- أحلام صغيرة على موقع كاروهات

https://en.kinorium.com/2421464/ أحلام صغيرة (فيلم)
https://misrinternationalfilms.com/ar/media_content/ahlam-saghira-little-dreams أحلام صغيرة (فيلم)